# Estação Menéndez Pelayo
Menéndez Pelayo é uma estação da Linha 1 do Metro de Madrid.

## História
A estação foi inaugurada em 8 de maio de 1923.